# Louise Roos
Louise Roos, född 18 april 1944, död 7 februari 2000, var en svensk jurist som var lagman i Eslövs tingsrätt från 1997 till sin död 2000.
Roos blev juris kandidat vid Lunds universitet 1968 och genomförde tingstjänstgöring 1968-1971 innan hon 1972 blev fiskal vid hovrätten över Skåne och Blekinge. Hon var rådman i Malmö tingsrätt 1985-1989 och i Lunds tingsrätt 1990-1994. Den 3 april 1997 utnämndes hon till lagman i Eslövs tingsrätt efter att före dess varit överdirektör vid Radio- och TV-verket. 
Roos var dotter till polismästare Sven Mannergren och hans maka Maggie, född Olsson. Hon var från 1969 gift med Curt Ross, fil. dr., född 1941.